# Saurita attenuata
Saurita attenuata là một loài bướm đêm thuộc phân họ Arctiinae. Loài này được George Hampson mô tả năm 1905. Loài này có trong rừng mưa Amazon.